# Lockwitz (statistischer Stadtteil)
Lockwitz mit Kauscha, Nickern und Luga ist der südlichste statistische Stadtteil Dresdens im Stadtbezirk Prohlis.

## Lage
Der statistische Stadtteil liegt im Südosten Dresdens. Er ist im Norden umgeben von Niedersedlitz und Prohlis und im Nordwesten von Leubnitz-Neuostra.
Östlich liegen Heidenau, südöstlich der Dohnaer Ortsteil Borthen, außerdem südlich die Kreischaer Ortsteile Sobrigau und Babisnau sowie im Südwesten der Bannewitzer Ortsteil Goppeln im Landkreis Sächsische Schweiz-Osterzgebirge.

## Gliederung
Der Statistische Stadtteil gliedert sich in folgende vier statistische Bezirke:
- 741 Luga
- 742 Lockwitz
- 743 Nickern
- 744 Kauscha

Er gehört zu den flächengrößten Statistischen Stadtteilen des alten Stadtgebiets der Stadtbezirke.

## Verkehr
Durch den Stadtteil verläuft die Staatsstraße 172 von Nordwest nach Ost. Im Südosten des Stadtteils besitzt die Bundesstraße einen Zubringer zur Anschlussstelle Heidenau der Bundesautobahn 17, die auf der Stadtgrenze liegt. Im Südwesten liegt die Anschlussstelle Dresden-Prohlis teilweise auf der Gemarkung Kauscha. Beide werden über die Lockwitztalbrücke verbunden.
Im Stadtteil endet die Buslinie 66 (in Nickern bzw. Lockwitz), die seit Ende 2009 die vorherigen Linien 72 und 76 ersetzt. Außerdem durchqueren den Stadtteil Buslinien in benachbarte Gemeinden, so die Linie H/S auf der S172 Richtung Pirna, die kombinierten Buslinien 86, 162 und 386 in Richtung Kreischa, Freital bzw. Glashütte, sowie die Linie 89 in Richtung Borthen und Röhrsdorf. Unmittelbar an der nördlichen Grenze des statistischen Stadtteils liegt die Endhaltestelle der Straßenbahnlinien 1, 9 und 13.

## Weblink
- dresden.de: Statistik (PDF; 365 kB)